# John Andrew Shulze
John Andrew Shulze, född 19 juli 1775 i Tulpehocken i Pennsylvania, död 18 november 1852 i Lancaster i Pennsylvania, var en amerikansk politiker. Han var Pennsylvanias guvernör 1823–1829. Han var först demokrat-republikan och senare whig.
Shulze studerade teologi vid Franklin College och prästvigdes 1796. Han lämnade prästyrket av hälsoskäl och var därefter verksam som köpman.
Shulze efterträdde 1823 Joseph Hiester som Pennsylvanias guvernör och efterträddes 1829 av George Wolf. Efter tiden som guvernör var Shulze verksam som jordbrukare. Han valdes till elektor för William Henry Harrison i presidentvalet i USA 1840. På Whigpartiets konvent 1839 hade hans namn kommit upp i samband med nomineringen av partiets vicepresidentkandidat men han blev inte nominerad. Han tjänstgjorde däremot som elektorskollegiets ordförande i valet som Whigpartiet vann.
Shulze avled 1852 och gravsattes på Woodward Hill Cemetery i Lancaster.